# Sora Amamiya
Sora Amamiya (jap. 雨宮天 Amamiya Sora; ur. 28 sierpnia 1993 w Tokio) – japońska seiyū związana z Music Ray'n. Zwyciężczyni Seiyū Awards.

## Życiorys
Urodziła się 28 sierpnia 1993 w Tokio. Będąc w szkole średniej postanowiła zostać seiyū, pod wpływem zapoznania się z kolekcją ról głosowych Miyuki Sawashiro. Swój debiut jako aktorka głosowa zaliczyła w 2012 roku, natomiast dwa lata później otrzymała główną rolę Kaori Fujimiyi w anime Isshūkan Friends, gdzie wykonywała także tyłówkę pt. „Kanade”. W tym samym roku podkładała także głos do tytułowej bohaterki Akame ga Kill! i wykonywała czołówkę anime zatytułowaną „Skyreach”.

## Role
Ważniejsze role w anime:
- Gaist Crusher – Hisui Midori
- Sekai de Ichiban Tsuyoku Naritai! – Aika Hayase
- Akame ga Kill! – Akame
- Aldnoah.Zero – Asseylum Vers Allusia
- Blade & Soul – Jin Hazuki
- Mahōka Kōkō no Rettōsei – Honoka Mitsui
- The Seven Deadly Sins – Elizabeth Liones
- Isshūkan Friends – Kaori Fujimiya
- Tokyo Ghoul – Tōka Kirishima
- Classroom Crisis – Iris Shirasaki
- Denpa Kyoushi – Minako Kanō
- Monster Musume no Iru Nichijou – Miia
- Plastic Memories – Isla
- Punch Line – Mikatan Narugino
- Kono subarashii sekai ni shukufuku o! – Aqua
- Overlord II – Crusch Lulu
- Kiringu Baitsu – Hitomi Uzaki
- Isekai Karutetto – Aqua
- Azūru Rēn – Illustrious
- Pokémon: Twilight Wings – Nessa
- Kanojo, okarishimasu – Chizuru Mizuhara
- Mieruko-chan – Miko Yotsuya
- Yofukashi no uta – Nanakusa Nazuna

## Nagrody
- Nagroda Seiyū w kategorii: najlepsze objawienie wśród aktorek za role w Akame ga Kill! i Aldnoah.Zero (2015)[8]